# Australia na Zimowych Igrzyskach Olimpijskich 2022
Australia na Zimowych Igrzyskach Olimpijskich 2022 – występ kadry sportowców reprezentujących Australię na igrzyskach olimpijskich, które odbyły się w Pekinie, w Chińskiej Republice Ludowej, w dniach 4-20 lutego 2022 roku.
Reprezentacja Australii liczyła czterdzieścioro czworo zawodników – dwadzieścia trzy kobiety i dwudziestu jeden mężczyzn.
Był to dwudziesty start Australii na zimowych igrzyskach olimpijskich.

## Zdobyte medale
Australijczycy zdobyli 4 medale - 1 złoty, 2 srebrne i 1 brązowy. 2 z nich były zasługą snowboardzistów. Po 1 wywalczyli w narciarstwie dowolnym i skeletonie.
Był to trzeci wynik w dotychczasowej historii startów Australii na zimowych igrzyskach olimpijskich i najlepszy od Zimowych Igrzyskach Olimpijskich 2010 w Vancouver, gdy po raz poprzedni Australijczycy zdobyli złoty medal. Pod względem ilości zdobytych medali był to najlepszy występ Australii w historii - nigdy wcześniej Australijczycy nie zdobyli więcej niż 3 medale zimowych igrzysk.
| Data      | Medal  | Zawodnik         | Dyscyplina          | Konkurencja             |
| --------- | ------ | ---------------- | ------------------- | ----------------------- |
| 6 lutego  | Brąz   | Tess Coady       | Snowboarding        | slopestyle kobiet       |
| 6 lutego  | Złoto  | Jakara Anthony   | Narciarstwo dowolne | jazda po muldach kobiet |
| 11 lutego | Srebro | Scotty James     | Snowboarding        | halfpipe mężczyzn       |
| 12 lutego | Srebro | Jaclyn Narracott | Skeleton            | ślizg kobiet            |

## Reprezentanci

### Biegi narciarskie
| Zawodnik                         | Konkurencja                | Kwalifikacje | Kwalifikacje | Ćwierćfinały | Ćwierćfinały | Półfinały | Półfinały | Finał     | Finał   | Źródło |
| Zawodnik                         | Konkurencja                | Czas         | Miejsce      | Czas         | Miejsce      | Czas      | Miejsce   | Czas      | Miejsce | Źródło |
| -------------------------------- | -------------------------- | ------------ | ------------ | ------------ | ------------ | --------- | --------- | --------- | ------- | ------ |
| Phillip Bellingham               | bieg indywidualny mężczyzn | —            | —            | —            | —            | —         | —         | 44:46,8   | 75.     | [ 1 ]  |
| Phillip Bellingham               | bieg łączony mężczyzn      | —            | —            | —            | —            | —         | —         | LAP       | 63.     | [ 1 ]  |
| Phillip Bellingham               | sprint mężczyzn            | 3:01,57      | 50.          | NQ           | NQ           | NQ        | NQ        | NQ        | 50.     | [ 1 ]  |
| Seve de Campo                    | bieg indywidualny mężczyzn | —            | —            | —            | —            | —         | —         | 44:21,2   | 72.     | [ 2 ]  |
| Seve de Campo                    | bieg łączony mężczyzn      | —            | —            | —            | —            | —         | —         | LAP       | 62.     | [ 2 ]  |
| Seve de Campo                    | bieg masowy mężczyzn       | —            | —            | —            | —            | —         | —         | 1:21:02,5 | 51.     | [ 2 ]  |
| Seve de Campo                    | sprint mężczyzn            | 3:04,81      | 63.          | NQ           | NQ           | NQ        | NQ        | NQ        | 63.     | [ 2 ]  |
| Hugo Hinckfuss                   | bieg indywidualny mężczyzn | —            | —            | —            | —            | —         | —         | 46:05,9   | 81.     | [ 3 ]  |
| Hugo Hinckfuss                   | sprint mężczyzn            | 3:04,44      | 61.          | NQ           | NQ           | NQ        | NQ        | NQ        | 61.     | [ 3 ]  |
| Lars Young Vik                   | bieg indywidualny mężczyzn | —            | —            | —            | —            | —         | —         | 44:50,6   | 76.     | [ 4 ]  |
| Lars Young Vik                   | sprint mężczyzn            | 3:02,52      | 55.          | NQ           | NQ           | NQ        | NQ        | NQ        | 55.     | [ 4 ]  |
| Casey Wright                     | bieg indywidualny kobiet   | —            | —            | —            | —            | —         | —         | 33:31,1   | 67.     | [ 5 ]  |
| Casey Wright                     | bieg masowy kobiet         | —            | —            | —            | —            | —         | —         | 1:44:19,9 | 56.     | [ 5 ]  |
| Casey Wright                     | sprint kobiet              | 3:39,22      | 65.          | NQ           | NQ           | NQ        | NQ        | NQ        | 65.     | [ 5 ]  |
| Jessica Yeaton                   | bieg indywidualny kobiet   | —            | —            | —            | —            | —         | —         | 31:54,6   | 51.     | [ 6 ]  |
| Jessica Yeaton                   | bieg łączony kobiet        | —            | —            | —            | —            | —         | —         | 1:44:19,9 | 56.     | [ 6 ]  |
| Jessica Yeaton                   | bieg masowy kobiet         | —            | —            | —            | —            | —         | —         | 1:37:06,1 | 43.     | [ 6 ]  |
| Jessica Yeaton                   | sprint kobiet              | 3:32,85      | 52.          | NQ           | NQ           | NQ        | NQ        | NQ        | 52.     | [ 6 ]  |
| Casey Wright Jessica Yeaton      | sprint drużynowy kobiet    | —            | —            | —            | —            | 25:13,42  | 8.        | NQ        | 16.     | [ 7 ]  |
| Phillip Bellingham Seve de Campo | sprint drużynowy mężczyzn  | —            | —            | —            | —            | 21:17,35  | 11.       | NQ        | 22.     | [ 8 ]  |

### Bobsleje
| Zawodnik                        | Konkurencja    | 1. przejazd | 1. przejazd | 2. przejazd | 2. przejazd | 3. przejazd | 3. przejazd | 4. przejazd | 4. przejazd | Suma    | Suma    | Źródło |
| Zawodnik                        | Konkurencja    | Czas        | Miejsce     | Czas        | Miejsce     | Czas        | Miejsce     | Czas        | Miejsce     | Czas    | Miejsce | Źródło |
| ------------------------------- | -------------- | ----------- | ----------- | ----------- | ----------- | ----------- | ----------- | ----------- | ----------- | ------- | ------- | ------ |
| Kiara Reddingius Breeana Walker | dwójki kobiet  | 1:01,98     | 15          | 1:02,11     | 11          | 1:02,04     | 11          | 1:02,51     | 20          | 4:08,64 | 16.     | [ 9 ]  |
| Breeana Walker                  | monobob kobiet | 1:05,55     | 10          | 1:05,54     | 6           | 1:05,16     | 2           | 1:05,21     | 2           | 4:21,46 | 5.      | [ 10 ] |

### Curling
| Drużyna                 | Konkurencja            | Faza grupowa              | Faza grupowa     | Faza grupowa     | Faza grupowa     | Faza grupowa            | Faza grupowa      | Faza grupowa     | Faza grupowa       | Faza grupowa     | Faza grupowa | Półfinały        | Finał/3.miejsce  | Pozycja | Źródło |
| Drużyna                 | Konkurencja            | Przeciwnik Wynik          | Przeciwnik Wynik | Przeciwnik Wynik | Przeciwnik Wynik | Przeciwnik Wynik        | Przeciwnik Wynik  | Przeciwnik Wynik | Przeciwnik Wynik   | Przeciwnik Wynik | Pozycja      | Przeciwnik Wynik | Przeciwnik Wynik | Pozycja | Źródło |
| ----------------------- | ---------------------- | ------------------------- | ---------------- | ---------------- | ---------------- | ----------------------- | ----------------- | ---------------- | ------------------ | ---------------- | ------------ | ---------------- | ---------------- | ------- | ------ |
| Tahli Gill, Dean Hewitt | turniej par mieszanych | Stany Zjednoczone · P 5:6 | Chiny · P 5:6    | Czechy · P 2:8   | Szwecja · P 6:7  | Wielka Brytania · P 8:9 | Norwegia · P 4:10 | Włochy · P 3:7   | Szwajcaria · W 9:6 | Kanada · W 10:8  | 10.          | NQ               | NQ               | 10.     | [ 11 ] |

### Łyżwiarstwo figurowe
| Zawodnik       | Konkurencja | SP     | SP    | FS     | FS   | Nota łączna | Nota łączna | Źródło |
| Zawodnik       | Konkurencja | Punkty | Poz.  | Punkty | Poz. | Punkty      | Poz.        | Źródło |
| -------------- | ----------- | ------ | ----- | ------ | ---- | ----------- | ----------- | ------ |
| Kailani Craine | solistki    | 49,93  | 29.   | NQ     | NQ   | 49,93       | 29.         | [ 12 ] |
| Brendan Kerry  | soliści     | 84,79  | 17. Q | 160,01 | 16.  | 244,80      | 17.         | [ 13 ] |

### Narciarstwo alpejskie
| Zawodnik             | Konkurencja            | 1 przejazd | 1 przejazd | 2 przejazd | 2 przejazd | Łącznie | Łącznie | Źródło |
| Zawodnik             | Konkurencja            | Czas       | Pozycja    | Czas       | Pozycja    | Czas    | Pozycja | Źródło |
| -------------------- | ---------------------- | ---------- | ---------- | ---------- | ---------- | ------- | ------- | ------ |
| Madison Hoffman      | DNS                    | DNS        | DNS        | DNS        | DNS        | DNS     | DNS     | [ 14 ] |
| Louis Muhlen-Schulte | slalom mężczyzn        | DNF        | DNF        | NQ         | NQ         | DNF     | DNF     | [ 15 ] |
| Louis Muhlen-Schulte | slalom gigant mężczyzn | 1:08,44    | 32.        | 1:10,04    | 21.        | 2:18,48 | 23.     | [ 15 ] |
| Kathryn Parker       | slalom kobiet          | DNF        | DNF        | NQ         | NQ         | DNF     | DNF     | [ 16 ] |
| Greta Small          | supergigant kobiet     | —          | —          | —          | —          | 1:16,97 | 31.     | [ 17 ] |
| Greta Small          | superkombinacja kobiet | 1:34,38    | 18.        | 1:00,17    | 13.        | 2:34,55 | 13.     | [ 17 ] |
| Greta Small          | zjazd kobiet           | —          | —          | —          | —          | 1:36,53 | 26.     | [ 17 ] |

### Narciarstwo dowolne
big air, halfpipe i slopestyle
| Zawodnik     | Konkurencja       | Kwalifikacje | Kwalifikacje | Kwalifikacje | Kwalifikacje | Kwalifikacje | Finał | Finał | Finał | Finał | Miejsce | Źródło |
| Zawodnik     | Konkurencja       | Z1           | Z2           | Z3           | W            | M            | Z1    | Z2    | Z3    | W     | Miejsce | Źródło |
| ------------ | ----------------- | ------------ | ------------ | ------------ | ------------ | ------------ | ----- | ----- | ----- | ----- | ------- | ------ |
| Abi Harrigan | slopestyle kobiet | 16,10        | 26,31        | —            | 26,31        | 26.          | NQ    | NQ    | NQ    | NQ    | 26.     | [ 18 ] |

jazda po muldach
| Zawodnicy              | Konkurencja               | Kwalifikacje | Kwalifikacje | Kwalifikacje | Kwalifikacje | Kwalifikacje | Kwalifikacje | Finał      | Finał      | Finał      | Finał      | Finał      | Finał      | Finał      | Finał      | Finał      | Miejsce | Źródło |
| Zawodnicy              | Konkurencja               | Przejazd 1   | Przejazd 1   | Przejazd 1   | Przejazd 2   | Przejazd 2   | Przejazd 2   | Przejazd 1 | Przejazd 1 | Przejazd 1 | Przejazd 2 | Przejazd 2 | Przejazd 2 | Przejazd 3 | Przejazd 3 | Przejazd 3 | Miejsce | Źródło |
| Zawodnicy              | Konkurencja               | Czas         | Punkty       | Miejsce      | Czas         | Punkty       | Miejsce      | Czas       | Punkty     | Miejsce    | Czas       | Punkty     | Miejsce    | Czas       | Punkty     | Miejsce    | Miejsce | Źródło |
| ---------------------- | ------------------------- | ------------ | ------------ | ------------ | ------------ | ------------ | ------------ | ---------- | ---------- | ---------- | ---------- | ---------- | ---------- | ---------- | ---------- | ---------- | ------- | ------ |
| Jakara Anthony         | jazda po muldach kobiet   | 27,96        | 83,75        | 1. Q         | BYE          | BYE          | BYE          | 27,70      | 81,91      | 1. Q       | 27,82      | 81,29      | 1. Q       | 27,63      | 83,09      | 1.         | złoto   | [ 19 ] |
| Sophie Ash             | jazda po muldach kobiet   | 30,39        | 69,36        | 13.          | 30,12        | 72,20        | 3. Q         | 30,57      | 70,47      | 16.        | NQ         | NQ         | NQ         | NQ         | NQ         | NQ         | 16.     | [ 20 ] |
| Britteny Cox           | jazda po muldach kobiet   | 29,86        | 72,26        | 9. Q         | BYE          | BYE          | BYE          | 30,04      | 73,04      | 14.        | NQ         | NQ         | NQ         | NQ         | NQ         | NQ         | 14.     | [ 21 ] |
| Matt Graham            | jazda po muldach mężczyzn | DNF          | DNF          | DNF          | 23,97        | 65,13        | 19.          | NQ         | NQ         | NQ         | NQ         | NQ         | NQ         | NQ         | NQ         | NQ         | 29.     | [ 22 ] |
| James Matheson         | jazda po muldach mężczyzn | 26,10        | 71,86        | 20.          | 25,76        | 73,20        | 14.          | NQ         | NQ         | NQ         | NQ         | NQ         | NQ         | NQ         | NQ         | NQ         | 24.     | [ 23 ] |
| Taylah O'Neill         | jazda po muldach kobiet   | DNF          | DNF          | DNF          | DNS          | DNS          | DNS          | NQ         | NQ         | NQ         | NQ         | NQ         | NQ         | NQ         | NQ         | NQ         | -       | [ 24 ] |
| Brodie Summers         | jazda po muldach mężczyzn | 24,46        | 75,66        | 11.          | 24,71        | 77,93        | 2. Q         | 24,40      | 76,15      | 12. Q      | 24,47      | 75,00      | 10.        | NQ         | NQ         | NQ         | 10.     | [ 25 ] |
| Cooper Woods-Topalovic | jazda po muldach mężczyzn | 26,45        | 74,65        | 14.          | 24,01        | 76,74        | 4. Q         | 24,19      | 77,58      | 7. Q       | 25,02      | 77,22      | 5. Q       | 25,01      | 78,88      | 6.         | 6.      | [ 26 ] |

skicross
| Zawodnicy        | Konkurencja     | Rozstawienie | Rozstawienie | 1/8 finału | Ćwierćfinał | Półfinał | Finał/Finał B | Miejsce | Źródło |
| Zawodnicy        | Konkurencja     | Czas         | Miejsce      | Pozycja    | Pozycja     | Pozycja  | Pozycja       | Miejsce | Źródło |
| ---------------- | --------------- | ------------ | ------------ | ---------- | ----------- | -------- | ------------- | ------- | ------ |
| Sami Kennedy-Sim | skicross kobiet | 1:19,14      | 11.          | 1. Q       | 1. Q        | 4.       | 4. FB         | 8.      | [ 27 ] |

skoki akrobatyczne
| Zawodnik       | Konkurencja               | Kwalifikacje | Kwalifikacje | Kwalifikacje | Kwalifikacje | Finał | Finał  | Finał | Finał | Miejsce | Źródło |
| Zawodnik       | Konkurencja               | R1           | M            | R2           | M            | Z1    | Z2     | M     | Z3    | Miejsce | Źródło |
| -------------- | ------------------------- | ------------ | ------------ | ------------ | ------------ | ----- | ------ | ----- | ----- | ------- | ------ |
| Gabi Ash       | skoki akrobatyczne kobiet | 77,17        | 17.          | 77,17        | 8.           | NQ    | NQ     | NQ    | NQ    | 14.     | [ 28 ] |
| Laura Peel     | skoki akrobatyczne kobiet | 104,54       | 1. Q         | BYE          | BYE          | 69,16 | 100,02 | 4. Q  | 78,56 | 5.      | [ 29 ] |
| Danielle Scott | skoki akrobatyczne kobiet | 96,23        | 4. Q         | BYE          | BYE          | 71,23 | 64,79  | 10.   | NQ    | 10.     | [ 30 ] |

### Saneczkarstwo
| Zawodniczka        | Konkurencja      | 1. przejazd | 1. przejazd | 2. przejazd | 2. przejazd | 3. przejazd | 3. przejazd | 4. przejazd | 4. przejazd | Suma     | Suma    | Źródło |
| Zawodniczka        | Konkurencja      | Czas        | Miejsce     | Czas        | Miejsce     | Czas        | Miejsce     | Czas        | Miejsce     | Czas     | Miejsce | Źródło |
| ------------------ | ---------------- | ----------- | ----------- | ----------- | ----------- | ----------- | ----------- | ----------- | ----------- | -------- | ------- | ------ |
| Alexander Ferlazzo | jedynki mężczyzn | 58,216      | 19.         | 58,994      | 24.         | 58,122      | 16.         | 57,887      | 12.         | 3:53,219 | 16.     | [ 31 ] |

### Short track
| Zawodnik      | Konkurencja     | Kwalifikacje | Kwalifikacje | Ćwierćfinał | Ćwierćfinał | Półfinał | Półfinał | Finał/Finał B | Finał/Finał B | Miejsce | Źródło |
| Zawodnik      | Konkurencja     | Czas         | Pozycja      | Czas        | Pozycja     | Czas     | Pozycja  | Czas          | Pozycja       | Miejsce | Źródło |
| ------------- | --------------- | ------------ | ------------ | ----------- | ----------- | -------- | -------- | ------------- | ------------- | ------- | ------ |
| Brendan Corey | 500 m mężczyzn  | 41,097       | 3.           | NQ          | NQ          | NQ       | NQ       | NQ            | NQ            | 21.     | [ 32 ] |
| Brendan Corey | 1000 m mężczyzn | 1:23,908     | 2. Q         | DSQ         | DSQ         | NQ       | NQ       | NQ            | NQ            | 15.     | [ 32 ] |

### Skeleton
| Zawodnik          | Konkurencja    | Ślizg 1 | Ślizg 1 | Ślizg 2 | Ślizg 2 | Ślizg 3 | Ślizg 3 | Ślizg 4 | Ślizg 4 | Łącznie | Pozycja | Źródło |
| Zawodnik          | Konkurencja    | Czas    | Pozycja | Czas    | Pozycja | Czas    | Pozycja | Czas    | Pozycja | Łącznie | Pozycja | Źródło |
| ----------------- | -------------- | ------- | ------- | ------- | ------- | ------- | ------- | ------- | ------- | ------- | ------- | ------ |
| Jaclyn Narracott  | ślizg kobiet   | 1:02,05 | 2       | 1:02,29 | 3       | 1:01,79 | 3       | 1:02,11 | 4       | 4:08,24 | srebro  | [ 33 ] |
| Nicholas Timmings | ślizg mężczyzn | 1:03,76 | 25.     | 1:02,83 | 24.     | 1:01,78 | 20.     | NQ      | NQ      | 3:08,37 | 25.     | [ 34 ] |

### Snowboarding
freestyle
| Zawodnik         | Konkurencja         | Kwalifikacje | Kwalifikacje | Kwalifikacje | Kwalifikacje | Kwalifikacje | Finał | Finał | Finał | Finał  | Miejsce | Źródło |
| Zawodnik         | Konkurencja         | Z1           | Z2           | Z3           | W            | M            | Z1    | Z2    | Z3    | W      | Miejsce | Źródło |
| ---------------- | ------------------- | ------------ | ------------ | ------------ | ------------ | ------------ | ----- | ----- | ----- | ------ | ------- | ------ |
| Emily Arthur     | halfpipe kobiet     | 62,50        | 19,75        | —            | 62,50        | 14.          | NQ    | NQ    | NQ    | NQ     | 14.     | [ 35 ] |
| Tess Coady       | big air kobiet      | 74,00        | 54,75        | 62,25        | 136,25       | 7. Q         | 85,00 | 29,75 | 8,50  | 114,75 | 9.      | [ 36 ] |
| Tess Coady       | slopestyle kobiet   | 55,98        | 71,13        | —            | 71,13        | 8. Q         | 82,68 | 55,98 | 84,15 | 84,15  | brąz    | [ 36 ] |
| Matthew Cox      | big air mężczyzn    | 56,25        | 19,00        | 13,75        | 70,00        | 28.          | NQ    | NQ    | NQ    | NQ     | 28.     | [ 37 ] |
| Matthew Cox      | slopestyle mężczyzn | 34,46        | 39,98        | —            | 39,98        | 26.          | NQ    | NQ    | NQ    | NQ     | 26.     | [ 37 ] |
| Valentino Guseli | halfpipe mężczyzn   | 31,75        | 85,75        | —            | 85,75        | 5. Q         | 75,75 | 79,75 | 79,75 | 79,75  | 6.      | [ 38 ] |
| Scotty James     | halfpipe mężczyzn   | 88,25        | 91,25        | —            | 91,25        | 2. Q         | 16,50 | 92,50 | 47,75 | 92,50  | srebro  | [ 39 ] |

snowboard cross
| Zawodnik                                   | Konkurencja               | Rozstawienie | Rozstawienie | 1/8 finału | Ćwierćfinał | Półfinał | Finał/Finał B | Miejsce | Źródło        |
| Zawodnik                                   | Konkurencja               | Czas         | Miejsce      | Pozycja    | Pozycja     | Pozycja  | Pozycja       | Miejsce | Źródło        |
| ------------------------------------------ | ------------------------- | ------------ | ------------ | ---------- | ----------- | -------- | ------------- | ------- | ------------- |
| Josie Baff                                 | snowboard cross kobiet    | 1:25,11      | 14.          | 3.         | NQ          | NQ       | NQ            | 18.     | [ 40 ]        |
| Cameron Bolton                             | snowboard cross mężczyzn  | 1:17,92      | 8.           | 1. Q       | 4.          | NQ       | NQ            | 13.     | [ 41 ]        |
| Belle Brockhoff                            | snowboard cross kobiet    | 1:24,72      | 18.          | 2. Q       | 2. Q        | 2. Q     | 4.            | 4.      | [ 42 ]        |
| Adam Dickson                               | snowboard cross mężczyzn  | 1:18,56      | 15.          | 3.         | NQ          | NQ       | NQ            | 21.     | [ 43 ]        |
| Jarryd Hughes                              | snowboard cross mężczyzn  | 1:20,48      | 28.          | 4.         | NQ          | NQ       | NQ            | 29.     | [ 44 ]        |
| Adam Lambert                               | snowboard cross mężczyzn  | 1:17,56      | 17.          | 3.         | NQ          | NQ       | NQ            | 22.     | [ 45 ]        |
| Australia 1 Cameron Bolton Belle Brockhoff | drużynowy snowboard cross | —            | —            | —          | DNF         | NQ       | NQ            | 9.      | [ 41 ] [ 42 ] |
| Australia 2 Adam Lambert Josie Baff        | drużynowy snowboard cross | —            | —            | —          | DNF         | NQ       | NQ            | 13.     | [ 45 ] [ 40 ] |